# Списки загиблих учасників російсько-української війни Барської громади
Списки загиблих учасників російсько-української війни Барської громади за період з 24.02.2022 по січень 2023 року.

Ласюк Михайло Миколайович народився 23 лютого 1971 року в с. Слобода Ялтушківська Барського району

Цимбалюк Олег Леонідович
КУЧЕРУК ОЛЕКСАНДР Дмитро Олійнічук, Олександр Ляхнович

| №  | Прізвище Ім'я По-батькові        | Дата народження   | Місце народження                              | Інфо                                                                         | Дата смерті       | Місце загибелі/смерті                             | Місце поховання            | Нагороди | МД | Примітки      | Примітки |
| -- | -------------------------------- | ----------------- | --------------------------------------------- | ---------------------------------------------------------------------------- | ----------------- | ------------------------------------------------- | -------------------------- | --- | -- | ------------- | -------- |
| 1  | Шиманський Роман Володимирович   | 12 червня 1984    | Кошлани, Оратівський р-н                      | Молодший сержант, військовослужбовець 70-го Центру інженерного забезпечення. | 25 лютого 2022    | Ірпінь                                            | Міжлісся                   | Орден «За мужність» ІІІ ступеня | -  | [ 2 ]         |          |
| 2  | Ткач Андрій Володимирович        | 17 квітня 2000    | Донецьк                                       | Лейтенант                                                                    | 22 березня 2022   | Запорізька область                                | Войнашівка                 | Орден Богдана Хмельницького III ступеня (Україна) — 2022                                                                           | -  | [ 3 ] [ 4 ]   |          |
| 3  | Каляфіцький Андрій Володимирович | 08 квітня 1984    | Бар                                           | Солдат                                                                       | 23 березня 2022   | Чернігів                                          | Бар                        | Орден «За мужність» ІІІ ступеня | -  | [ 5 ] [ 6 ]   |          |
| 4  | Надибський Володимир Петрович    | 24 серпня 1971    | Окладне                                       | Старший сержант, санітарний інструктор                                       | 13 березня 2022   | Яворів                                            | Окладне                    | | -  | [ 7 ]         |          |
| 5  | Верещак Роман Сергійович         | 30 грудня 1978    | Семенки                                       | Сержант                                                                      | 5 березня 2022    | Мокрець                                           | Семенки                    | | -  | [ 8 ]         |          |
| 6  | Латишев Олег Анатолійович        | 12 жовтня 1981    | Митки                                         | Молодший сержант                                                             | 5 квітня 2022     |                                                   | Митки                      | За участь в антитерористичній операції                                                                                             | -  | [ 9 ]         |          |
| 7  | Антонов Віктор Федорович         | 3 лютого 1977     | Ялтушків                                      | Старший лейтенант, командир розвідувального батальйону                       | 17 квітня 2022    |                                                   | Ялтушків                   | Орден «За мужність» ІІІ ступеня |    | [ 10 ] [ 11 ] |          |
| 8  | Токарчук Андрій Петрович         | 12 липня 1983     | Бар (місто)                                   | Лейтенант Національної гвардії України, командир першої стрілецької роти     | 19 квітня 2022    | Солодке, Донецька обл.                            | Бар (місто)                | Орден «За мужність» ІІІ ступеня |    | [ 12 ] [ 13 ] |          |
| 9  | Черниш Олександр Олексійович     | 2 травня 1975     | Бар (місто)                                   | Молодший сержант, командир машини понтонно-мостової роти                     | 28 квітня 2022    | біля Гусарівки — Протопопівки Харківської області | Бар (місто)                | Орден «За мужність» ІІІ ступеня |    | [ 14 ]        |          |
| 10 | Тхак Андрій В'ячеславович        | 29 липня 1988     | Бар (місто)                                   | Головний сержант, військовослужбовець 70-го центру інженерного забезпечення  | 28 квітня 2022    |                                                   | Бар (місто)                | Орден «За мужність» ІІІ ступеня |    | [ 15 ] [ 16 ] |          |
| 11 | Дроздов Сергій Анатолійович      | 13 червня 1989    | Бар (місто)                                   | Молодший сержант                                                             | 28 квітня 2022    | біля Гусарівки — Протопопівки Харківської області | Бар (місто)                | Орден «За мужність» ІІІ ступеня |    | [ 17 ] [ 16 ] |          |
| 12 | Кучерук Олексій Олександрович    | 29 березня 1988   | Гавришівка                                    | Старший солдат                                                               | 28 квітня 2022    | біля Ізюма Харківської області                    |                            | Орден «За мужність» ІІІ ступеня |    | [ 18 ] [ 16 ] |          |
| 13 | Пожалюк Володимир Стахович       | 12 квітня 1998    | Журавлівка                                    | старший стрілець- кулеметник ДШВ                                             | 29 травня 2022    |                                                   | Бар                        | Нагрудний знак Головнокомандувача ЗСУ «За взірцевість у військовій службі» II ступеня                                              |    | [ 19 ]        |          |
| 14 | Єсипенко Юрій Олексійович        | 24 травня 1986    | Виблі Чернігівська область                    | Старший солдат                                                               | 3 червня 2022     | Миколаївська область                              | Пляцина Жмеринський район  | |    | [ 20 ]        |          |
| 15 | Шліпунов Андрій Дмитрович        | 8 грудня 1983     | Пилипи Барський район                         | Старший оператор                                                             | 2 червня 2022     | Тошківка Луганська область                        | Слобода-Ялтушківська       | |    | [ 21 ]        |          |
| 16 | Грузевич Олександр Володимирович | 21 червня 1987    | Явтухи, Деражнянський р-н                     | Солдат                                                                       | 13 липня 2022     | Кам'янка Донецька обл                             | Явтухи                     | |    | [ 22 ]        |          |
| 17 | Заєць Сергій Васильович          | 13 жовтня 1986    | Бар (місто)                                   | Молодший сержант                                                             | 19 липня 2022     | Миколаївська обл.                                 | Бар (місто)                | |    | [ 23 ]        |          |
| 18 | Белінський Роман Володимирович   | 23 квітня 1981    | Бар (місто)                                   | Солдат                                                                       | 19 липня 2022     |                                                   | Бар (місто)                | |    | [ 24 ]        |          |
| 19 | Щепанський Руслан Анатолійович   | 17 серпня 1972    | Комарівці                                     | Солдат                                                                       | 4 серпня 2022     |                                                   |                            | |    | [ 25 ]        |          |
| 20 | Павич Віталій Володимирович      | 24 серпня 1998    | с.м.т. Первомайськ, Молдова                   | Учасник АТО                                                                  | 15 серпня 2022    | Новозванівка, Донецької обл.                      | Мигалівці                  | |    | [ 26 ]        |          |
| 21 | Ринкевич Олександр Вікторович    | 30 січня 1980     | Бар (місто)                                   | Старший солдат                                                               | 19 серпня 2022    | Тернівка, Миколаївська обл.                       | Бар (місто)                | Нагрудний знаком «За взірцевість у військовій службі II ступеня», почесний нагрудний знак «Золотий хрест».                         |    | [ 27 ]        |          |
| 22 | Січак Віталій Олександрович      | 12 грудня 1972    | Маньківка, Гайсинський район                  | Старший солдат                                                               | 20 серпня 2022    | Авдіївка, Донецька область                        |                            | |    | [ 28 ]        |          |
| 23 | Бездітний Андрій Віталійович     | 29 листопада 1997 | Мальчівці, Барський район                     | Солдат                                                                       | 25 серпня 2022    | Лозове, Херсонська область                        | Мальчівці                  | |    | [ 29 ]        |          |
| 24 | Коваль Олександр Миколайович     | 21 вересня 1988   | Бар (місто)                                   | Солдат                                                                       | 28 серпня 2022    | Вінниця                                           |                            | |    | [ 30 ]        |          |
| 25 | Кочневський Олег Георгійович     | 25 березня 1995   | Бригидівка                                    | Солдат                                                                       | 29 серпня 2022    | важке поранення на Донеччинні                     | Бригидівка                 | |    | [ 31 ]        |          |
| 26 | Палвашов Ігор Олегович           | 19 липня 1998     | Лугове                                        | Солдат                                                                       | 06 вересня 2022   | Залізничне Харківська область                     | Бар                        | |    | [ 32 ]        |          |
| 27 | Блажко Роман Вікторович          | 17 лютого 1986    | Супівка                                       | Сержант ЗСУ                                                                  | 16 вересня 2022   | Селидове, Донецька обл.                           | Супівка                    | Орден «За мужність» ІІІ ступеня |    | [ 33 ]        |          |
| 28 | Слівін Олександр Михайлович      | 3 червня 1971     | Вінниця                                       | Навідник механізованого відділення                                           | 4 жовтня 2022     | Давидів Брід, Херсонська обл.                     | Терешки                    | Пам'ятна грамота на знак глибокої вдячності за жертовне служіння у лавах ЗСУ. Головнокомандувач ЗСУ генерал В. Залужний, 04.10.022 |    | [ 34 ]        |          |
| 28 | Кордон Григорій Михайлович       | 6 січня 1977      | Голубівка Барського району                    | Солдат                                                                       | 14 жовтня 2022    | Новогригорівка, Миколаївська обл.                 |                            | |    | [ 35 ]        |          |
| 29 | Воронюк Іван Іванович            | 30 жовтня 1969    | Мигалівці Барського району                    | Старший солдат, водій-електрик радіолокаційної станції                       | 18 жовтня 2022    |                                                   |                            | Пам'ятна грамота на знак глибокої вдячності за жертовне служіння у лавах ЗСУ. Головнокомандувач ЗСУ генерал В. Залужний, 18.10.022 |    | [ 36 ]        |          |
| 30 | Брекотнін Ігор Володимирович     | 24 вересня 1966   | Подоли , Харківської області                  | Старший лейтенант, командир механізованого взводу                            | 27 жовтня 2022    | Новоселівка, Сватівський р-н Луганська обл.       | Комарівці Барської громади | 9 січня 2023 |    | [ 37 ]        |          |
| 31 | Ваврушко Василь Леонідович       | 30 листопада 1974 | Мальчівці Барського району                    | Солдат ЗСУ                                                                   | 30 жовтня 2022    | Київська обл.                                     |                            | |    | [ 38 ]        |          |
| 32 | Кирильчук Михайло Михайлович     | 1965              | Бар Вінницької області                        | Старший лейтенант ЗСУ                                                        | 5 листопада 2022  | Львів                                             |                            | |    | [ 39 ]        |          |
| 33 | Тхір Сергій Тодосійович          | 10 травня 1969    | Бар                                           | Сержант ЗСУ, командир стрілецького відділення                                | 11 листопада 2022 |                                                   |                            | |    | [ 40 ]        |          |
| 34 | Кульчицький Віктор Михайлович    | 10 травня 1978    | Сеферівка Барського району                    | Оператор-навідник ЗСУ                                                        | 2 грудня 2022     |                                                   |                            | |    | [ 40 ]        |          |
| 35 | Заєць Василь Анатолійович        | 1 січня 1982      | Гармаки Барського району                      | Молодший сержант                                                             | 13 грудня 2022    | Луганська обл.                                    |                            | |    | [ 41 ]        |          |
| 36 | Андрухов Олександр Васильович    | 1 лютого 1984     | Бар                                           | Лейтенант ЗСУ                                                                | 29 грудня 2022    | Авдіївка, Донецька область                        |                            | Почесний нагрудний знак «Сталевий хрест», 12.01.23 та                                                                              |    | [ 42 ]        |          |
| 37 | Водзяновський Роман Анатолійович | 19 вересня 1989   | Бар                                           | Солдат ЗСУ                                                                   | 13 січня 2023     | Водяне, Донецька область                          | Маньківці                  | |    | [ 43 ]        |          |
| 38 | Козін Олександр Вікторович       | 25 вересня 1983   | Олександрія, Кіровоградська область           | Солдат ЗСУ                                                                   | 20 січня 2023     | Бахмут, Донецька область                          |                            | |    | [ 44 ]        |          |
| 39 | Кретюк Сергій Анатолійович       | 26 травня 1992    | Міжлісся (Жмеринський район) Барського району | Солдат ЗСУ                                                                   | 2 березня 2023    | Невське (Сватівський район) Луганської області    |                            | |    | [ 45 ]        |          |